# Dance or Die
Dance or Die é um documentário dirigido por Roozbeh Kaboly e produzido pela Witfilm e NTR, uma emissora de rádio e televisão dos Países Baixos. Lançado em 2018, o filme explora a vida e o trabalho do sírio Ahmad Joudeh, um jovem refugiado que cresce em Damasco com sonhos de se tornar um dançarino.
O filme ganhou o prêmio Emmy Internacional de 2019 de melhor programa artístico.

## Sinopse
Ahmad Joudeh nasceu em 1990 no campo de refugiados palestinos de Yarmouk, em Damasco. Filho de mãe síria e pai palestino, Joudeh viveu e estudou em Damasco de 2007 a 2016, onde também ensinou balé para se sustentar. O lema “Dance or Die”, que ele tatuou no pescoço, reflete sua dedicação à dança, mesmo diante das dificuldades. A guerra civil na Síria tornou-se extremamente exigente para que ele continue dançando em sua cidade natal.
Para apoiar Joudeh em sua jornada, Ted Brandsen, diretor artístico do National Ballet, lançou uma campanha de crowdfunding chamada “Dance for Peace”. Graças a essa iniciativa, Joudeh conseguiu se mudar para a Holanda, onde está realizando quatro anos de treinamento no National Ballet em Amste.

## Produção
O documentarista holandês Roozbeh Kaboly descobriu o jovem dançarino e filmou sua vida entre julho de 2016 e outubro de 2017. Isso resultou em três pequenos documentários de 15 minutos que foram transmitidos no programa de televisão Nieuwsuur pelo  canal NPO 2 em 6 de agosto de 2016 (Ahmad Joudeh’s leven in Syrië), 3 de dezembro de 2016 (Ahmad Joudeh verhuist naar Amsterdam) e 9 de janeiro de 2017 (Ahmad Joudeh’s eerste maanden in Europa). 
Esses três episódios iniciais foram posteriormente expandidos para o documentário completo "Dance or Die", que foi transmitido em 18 de março de 2018 no programa The Hour of the Wolf da NTR. O filme também foi exibido em 29 de setembro de 2018 durante o Festival de Cinema Holandês em Utrecht.